# Eastpointe
Pour l’article ayant un titre homophone, voir Eastpoint (Floride).
La ville d’Eastpointe (anciennement East Detroit) est située dans l’État du Michigan, aux États-Unis. Elle est une banlieue de Détroit, dans le comté de Macomb. Sa population s’élevait à 32 442 habitants lors du recensement de 2010, estimée à 32 347 habitants en 2018.

## Source
- (en) Cet article est partiellement ou en totalité issu de l’article de Wikipédia en anglais intitulé « Eastpointe, Michigan » (voir la liste des auteurs).

1. ↑  « Population and Housing Unit Estimates » (consulté le 23 juillet 2019)